# Szydłowianka Szydłowiec

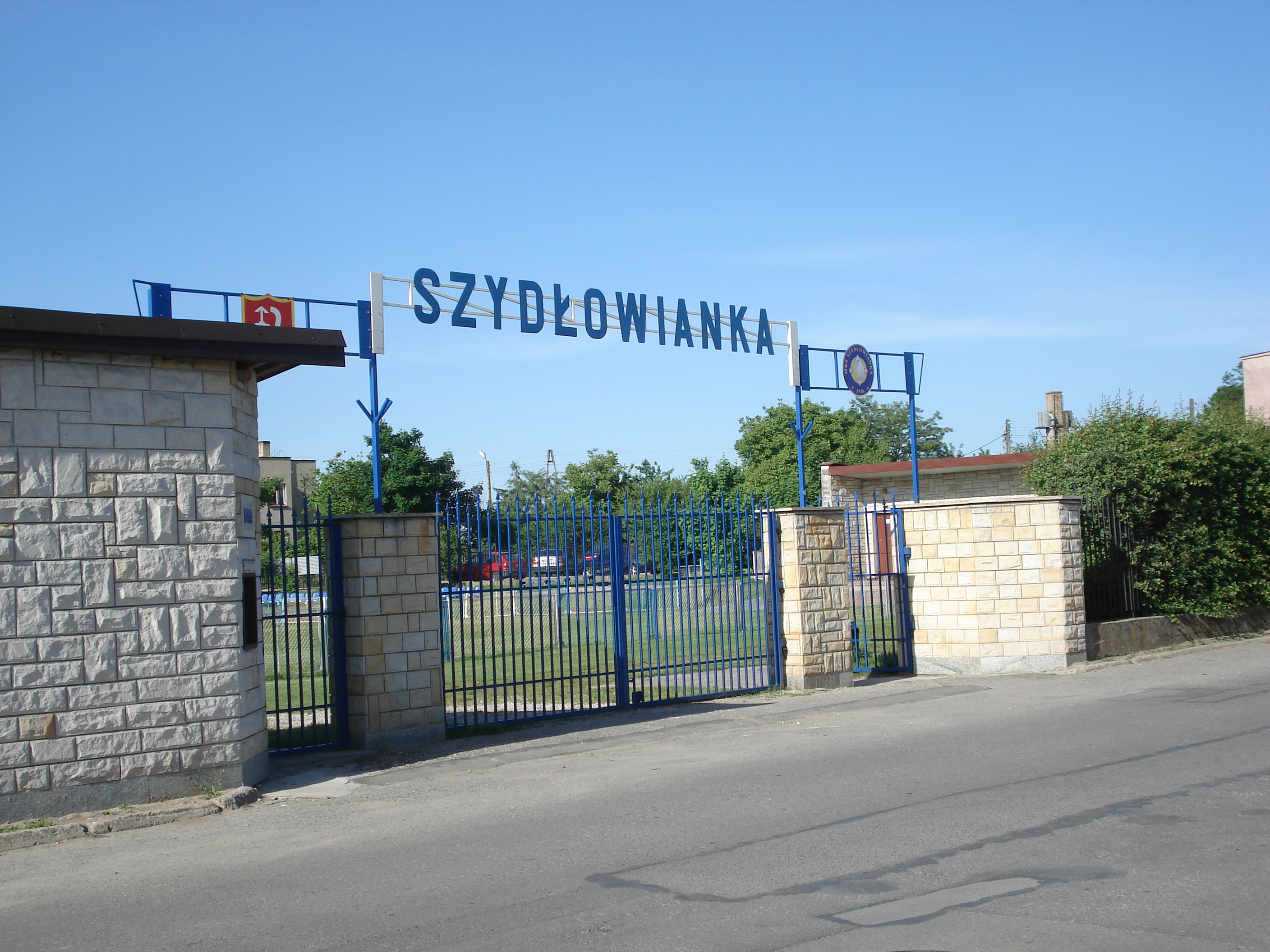
Stadion Szydłowianki

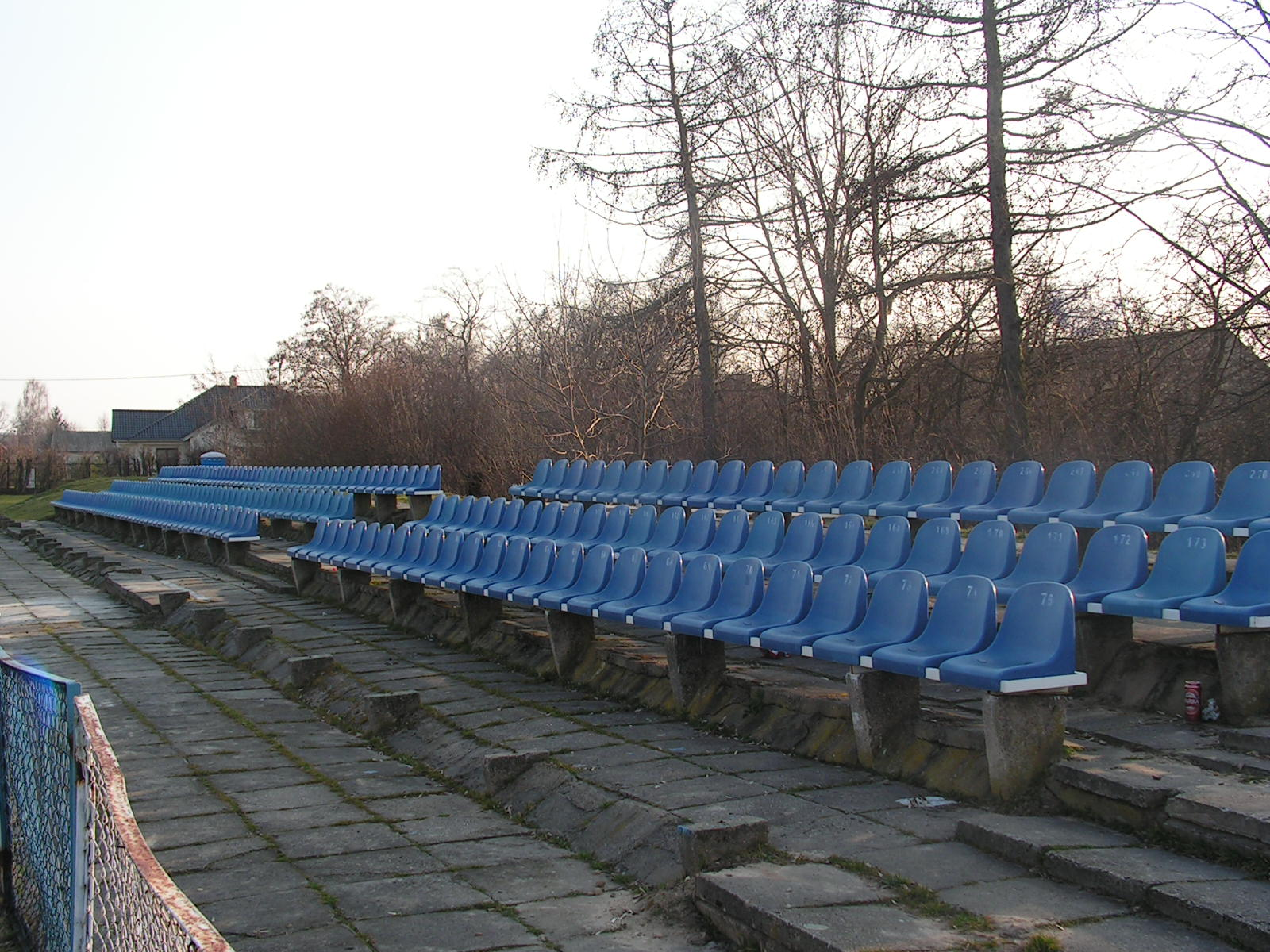
Stadion Szydłowianki

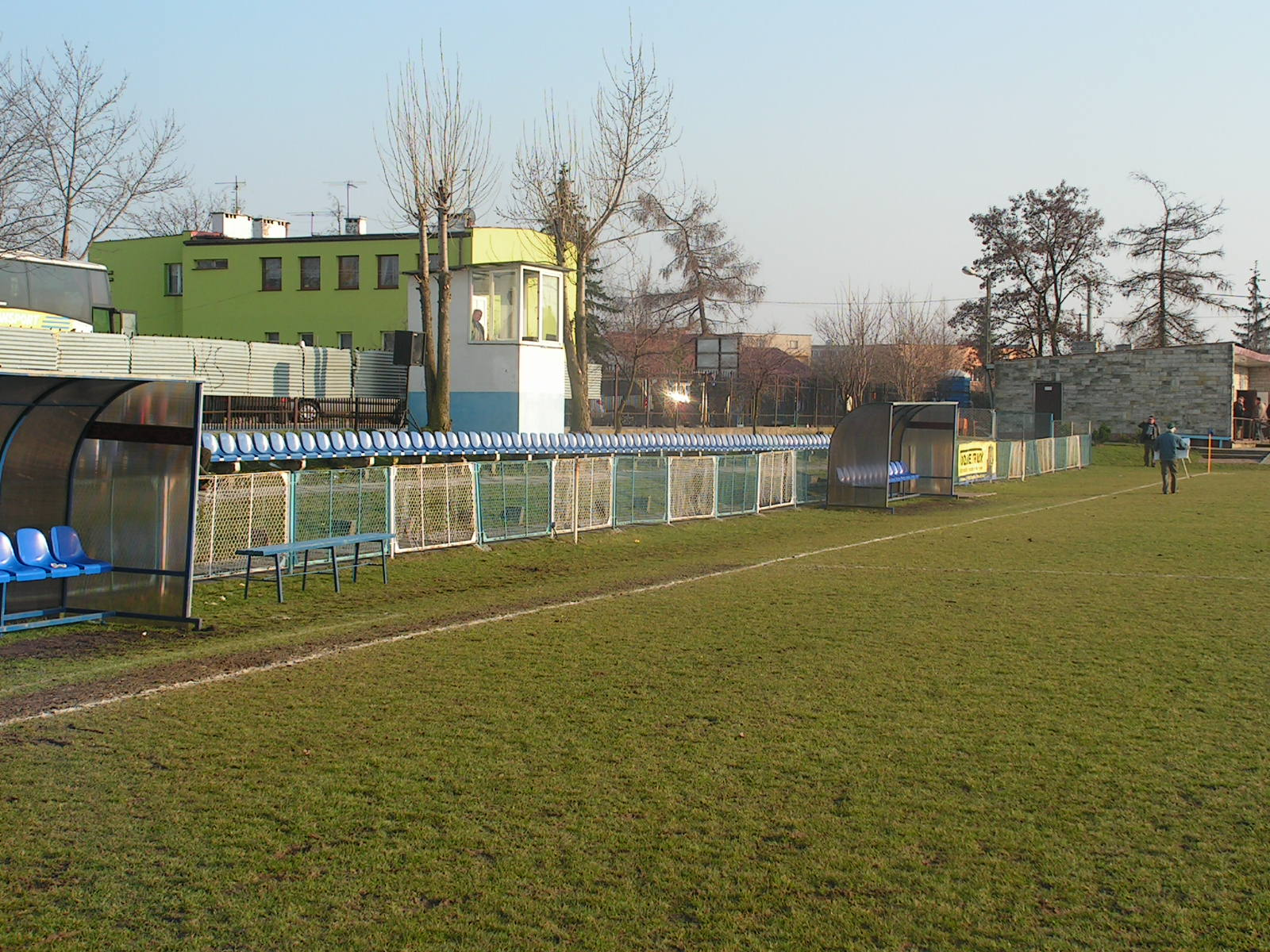
Stadion Szydłowianki

MKS Szydłowianka Szydłowiec – polski klub sportowy, z sekcją piłki nożnej, z siedzibą przy ulicy Targowej 1 w Szydłowcu.

## Historia
"KS Szydłowianka" ma ponad siedemdziesięcioletnią historię. Od początku swej działalności był klubem jednosekcyjnym piłki nożnej. W ramach Klubu działały również sekcje piłki ręcznej, tenisa stołowego, podnoszenia ciężarów i brydża sportowego. Liczne kryzysy finansowe Klubu doprowadziły jednak do zlikwidowania ww. sekcji.
Drużyna KS "Budowlani" zaczynała przygodę z piłką nożną w klasie "C". Od roku 1959 sekcja piłki nożnej grała w klasie "B". Jako KS "Stal" Szydłowiec rozgrywała spotkania w klasie "B" od roku 1960. Awans do klasy "A" nastąpił w roku 1964. Piłkarze KS "Stal" awansowali po raz pierwszy do klasy okręgowej w sezonie 1968/1969 i grali w niej ze zmiennym szczęściem do roku 1971.
Podczas rozgrywek sezonu 1971/1972 Klub zmienił nazwę na KS "Ogniwo" Szydłowiec i jeszcze trzy lata walczy w klasie "A".
Od roku 1973 szydłowieccy piłkarze grali w klasie "A" pod szyldem MKS "Szydłowianka", aż do lat 90., kiedy zarząd klubu odrzucił z nazwy słowo "Międzyzakładowy". Od sezonu 1985/1986 MKS "Szydłowianka" występowała nieprzerwanie w klasie wojewódzkiej.
Dwanaście lat później KS "Szydłowianka" awansowała po raz pierwszy w historii do III ligi – sezon 1998/1999.
Przez cały ten okres, w sekcji piłki nożnej, trenowali zawodnicy we wszystkich kategoriach wiekowych. Sukcesami najlepszych młodych piłkarzy były powołania do kadry wojewódzkiej i narodowej.
Klub przez wiele lat borykał się z problemami natury finansowej. Wprowadzone dobrowolne opodatkowanie załóg szydłowieckich zakładów pracy i aktywna pomoc w zarządzaniu Klubu przyniosła dodatkowe korzyści jedynie przez pierwsze dwa lata (1988–1989). Prowadzony w jej ramach sklep, w roku 1992 przynosił same straty. Obsługa targowisk (od 1990) przynosiła większe pieniądze. 
W latach 90., gdy zaczęły upadać państwowe zakłady i spółdzielnie, Zarząd stanął przed trudnym zadaniem. Musiał szukać środków na utrzymanie Klubu w sektorze prywatnym. Prywatni sponsorzy i pomoc finansowa zamożnych sympatyków Klubu umożliwiała udział piłkarzy w rozgrywkach III ligi. KS "Szydłowianka" grała w trzeciej lidze w sezonie 1998/1999.
Wychowankami klubu byli m.in. Dominik Furman, Adam Makuch i Marcin Sasal.

## Sekcje
- Piłka nożna
- Piłka ręczna (1972–1974)
- Tenis stołowy (1972–1974)
- Podnoszenie ciężarów (1970–1974)
- Brydż sportowy (1988–1993)